# Dendrobium reginanivis
Dendrobium reginanivis är en orkidéart som beskrevs av P.O'byrne och Jaap J. Vermeulen. Dendrobium reginanivis ingår i släktet Dendrobium, och familjen orkidéer.
Artens utbredningsområde är Sulawesi. Inga underarter finns listade i Catalogue of Life.